# Un disco per l'estate 1985
L'edizione 1985 di Saint Vincent Estate, la manifestazione canora che sostituisce per alcuni anni Un disco per l'estate, prevede come l'anno prima sia la gara per gli artisti affermati (18 partecipanti), fra i quali vince nuovamente Tony Esposito con il brano As to as, sia per gli emergenti (8 partecipanti), fra i quali s'impone Lu Colombo con Rimini Ouagadougou. Sede - Palazzetto dello sport di Saint-Vincent sotto il patrocinio della Regione Autonoma della Valle D'Aosta.
I presentatori sono Anna Pettinelli, Sergio Mancinelli e Mauro Micheloni. Sabato 29 - Roberta Manfredi e Valerio Merola.
Dopo il festival il singolo L'ultima poesia raggiunge i vertici delle Hit-parade.
Sigla iniziale: Pooh - Se nasco un'altra volta.
Sigla finale: Antonello Venditti - Centocitta'

## Elenco parziale dei partecipanti

### Big[2]
- Antonio e Marcello: Co' tutto 'o sentimento
- Donatella Rettore: Femme fatale
- Nino Buonocore: Io mi inventerò
- Tony Esposito: As to as - 1-o posto
- Donatella Milani: Vorrei farti capire
- Mango: Australia
- Amedeo Minghi: La musica
- Marcella e Gianni Bella: L'ultima poesia
- Sandro Giacobbe: Come va
- I Cugini di Campagna: Che cavolo di amore
- Mia Martini: Spaccami il cuore
- Franco Simone: Gli uomini
- Tullio De Piscopo: Radio Africa
- Roberta Voltolini: Forza
- Stefano Rosso: Dove vanno i ragazzi*
- Zucchero Fornaciari: Ti farò morire
- Viola Valentino: Addio amor
- Drupi: Un vero amore

### Giovani
- Lu Colombo: Rimini Ouagadougou
- Laura Valente: Isole nella corrente
- Gloria Nuti: Le donne italiane
- Paolo Scheriani: Un'Italia fa
- Marco Rancati: Velocita' lucidamente
- Alberto Solfrini: La domenica la gente va al mare
- Bob Smith: Too much to me
- Laura Bitto : Figli dell'immagine

## Ospiti
- Angela Baraldi e Ron - Caterina
- Ron - Beati noi
- Alice - Summer on a solitary beach, Prospettiva Nevski
- Edoardo Bennato: Eroe fantasy
- Toto Cutugno: Mi piacerebbe... andare al mare...al lunedi'
- Nino Manfredi: Che bello star con te
- Claudio Baglioni
- Milva
- Adventures: Send my heart
- Oreste Lionello
- Paul Young: Every time you go away
- Franco Battiato - Risveglio di primavera e No Time No Space
- Teresa De Sio - Scura
- Antonello Venditti
- Enzo Jannacci - L'importante è esagerare e Amapola/Juke-box
- Everything but the Girl - Are you trying to be funny?
- Amii Stewart e Mike Francis - Together
- Culture Club - Love is love
- Michael Cretu
- Simply Red - Money’s too tight (to mention)
- Laid Back - Don't run from your shadow
- Belouis Some - Imagination
- Go West - We close your eyes
- Lotus Eaters - It hurts
- Propaganda: Duel